# Barrio La Lucha
Barrio La Lucha és un barri autònom de la ciutat de La Paz, al departament de Canelones, Uruguai. Es troba a l'oest de la ciutat i al nord del Barrio Cópola.

## Població
Segons el cens de l'any 2004, Barrio La Lucha tenia 537 habitants.
| Any  | Població |
| ---- | -------- |
| 1963 | 91       |
| 1975 | 268      |
| 1985 | 321      |
| 1996 | 400      |
| 2004 | 537      |

Font: Institut Nacional d'Estadística de l'Uruguai